# Clytocerus excelsior
Clytocerus excelsior és una espècie d'insecte dípter pertanyent a la família dels psicòdids que es troba a Àfrica: Malawi.